# Bruno Salzer
Bruno Salzer (* 13. Mai 1859 in Stollberg/Erzgeb.; † 28. Mai 1919 in Chemnitz; vollständiger Name: Franz Bruno Salzer) war ein deutscher Unternehmer und Mitinhaber der zu ihrer Zeit größten Chemnitzer Maschinenfabrik Schubert & Salzer.

## Leben
Bruno Salzer wurde als Sohn des Strumpfwirkers Johann Gottlieb Salzer (1817–1868) und Enkel des Oberschlemaer Schankwirts Ephraim Salzer am 13. Mai 1859 in Stollberg geboren. 1880 zog er nach Chemnitz, wo er zunächst als Schlosser in der Wirkmaschinenfabrik Hilscher arbeitete. Nach seiner Hochzeit 1882 mit Marie Anna (geborene Unger; 1858–1925), eröffnete er mit Carl August Schubert, zuvor Schlosser in der Maschinenfabrik Kappel, 1883 eine kleine Werkstatt zum Bau von Strumpfwirkgeräten, die nach dem Erfolg einer hergestellten Flachwirkmaschine für Strümpfe (System Paget) 1885 vergrößert wurde. 1887 gründeten Schubert und Salzer ihr in der Folge mehrfach erweitertes und 1889 in eine Aktiengesellschaft mit der Firma Chemnitzer Wirkwaren-Maschinenfabrik vormals Schubert & Salzer umgewandeltes Unternehmen. 1892 schied Schubert aus dem sich ständig vergrößernden Unternehmen aus. Unter Bruno Salzer als technischem Leiter erwarb die Aktiengesellschaft 1895 die Lizenz zum Bau von selbstarbeitenden Socken-Rundstrickmaschinen nach dem System Standard und entwickelte 1900 das Petinet-Cottongerät, mit der nicht nur das Strumpfgewerbe des Erzgebirges, sondern zahlreiche Betriebe in ganz Europa und Übersee ausgerüstet wurden. Nach dem Ersten Weltkrieg war das Unternehmen Weltmarktführer in der Herstellung von Flachstrickgerätschaften. Daneben gehörten Stickmaschinen, Rundstrickgeräte, Spinnereimaschinen, Zwirn-, Gardinen- und Tüllgeräte, Ladenkassen, Werkzeugmaschinen (vor allem Fräs- und Zentriermaschinen), zeitweise auch Fahrräder (1896–1906, Fahrradwerke Salzer & Co.) zum Herstellungsumfang des seit 1904 als Schubert & Salzer Maschinenfabrik Aktiengesellschaft firmierenden Unternehmens.

## Ehrungen
- 1997: Benennung der Bruno-Salzer-Straße in Chemnitz